# Алексей Кручоних
Алексей Кручоних (на руски: Алексей Кручёных) е руски поет, художник, издател, теоретик на стиха и критик, един от най-изтъкнатите представители на футуризма. Въвежда в поезията заумния език, чиято безпредметност дава възможност на поета да въвежда „раздробени думи, полудуми и причудливи хитри съчетания“.
Публикува стиховете си в кратки брошури, наречени от него „продукции“. Продукциите са написани ръкописно и допълнени от авторски рисунки на поета. Според Кручоних почеркът също играе роля при възприятието на стиха. Общо е издал 236 брошури, но само една част от тях са намерени.

## Биография
Роден е в село Оливское, Херсонска губерния. През 1906 г. завършва Одеското художествено училище. На следващата година се премества в Москва, където работи като художник, журналист и автор на пародийни стихотворения. През 10-те години на XX век става част от течението на футуристите, заедно с поети като Велимир Хлебников, Владимир Маяковски, братята Давид и Николай Бурлюк.
Участва активно в алманасите на течението като „Шамар на обществения вкус“, „Градинката на съдиите“, „Грохнала луна“. Заедно с Хлебников пише либретото на операта „Победа над слънцето“, в която технологичното и силата побеждават природното. Музика за операта пише Михаил Матюшин. Името на Кручоних става известно със стихотворението „дыр бул щыл“, състоящо се само от звуци. Според автора творбата съдържа „повече национално, отколкото творчеството на Пушкин“.
Като художник е част от течението Супрематизъм, създадено от Казимир Малевич. Утвърждава, че „ако няма заумна поезия (безпредметен супремус), то няма никаква“. Изявява се и като теоретик на стиха, подкрепяйки нарочното нарушаване на ритъма, както и концепцията „мирсконца“, чиято цел е да представи тълкуването на едно произведение от края към началото му.
По време на Първата световна война живее в Тифлис, където създава футуристичната група 41° заедно с едноименното издателство. Идеята е да бъде утвърдена стилистиката на заумната поезия. През 1919 г. излиза единствения брой от вестника на 41°, но въпреки това участниците на движението издават бъдещите си издания под името на групата.
През 20-те години става част от авангардното движение ЛЕФ (Ляв фронт на изкуствата), което съществува в няколко града в СССР. В ЛЕФ влизат голяма част от бившите футуристи, като те се конкурират с пролетарската поезия в концепцията за революционно изкуство. Подготвя различни сборници със статии и свои стихове, както и ред биографични брошури за поетите от Сребърния век.
От началото на 30-те години, след самоубийството на Владимир Маяковски и изпадането в немилост на авангардните творци в СССР престава да пише. Макар че е член на Съюза на писателите на СССР, след 1930 г. не е печатан. Последният му сборник „Ирониада“ е разпространен само в 150 екземпляра. Поетът започва да се издържа от продажбата на редки книги, включително и архивни листове от творчеството на негови съвременници. Колекцията на Кручоних е от над 1000 книги, като често той сам събира и подготвя различни документи и архиви.
През 50-те години наставлява групи от млади поети като „групата на Чертков“ и Лианозовската школа. Умира на 17 юни 1968 г.

## Влияние
Маяковски високо цени творчеството на Кручоних, като го нарича „помощ за бъдещите поети“. В сборника със статии „Жив е Кручоних“ (1925) Борис Пастернак пише, че Кручоних е „фанатик за завиждане и, надувайки се от страните си, се разплаща със звънки строфи за материалността на света“.
Кручоних влияе на авангардните поети Генадий Айги, Владимир Казаков, Константин Кедров, Игор Холин, Едуард Лимонов. Освен това е един от любимите поети на музиканта Егор Летов.